# Briksdalsbreen
Briksdalsbreen (česky Briksdalský ledovec) je jedním z nejdostupnějších a nejznámějších splazů ledovce Jostedalsbreen. Briksdalsbreen se nachází na území obce Stryn v kraji Vestland v Norsku. Ledovec leží na severní straně ledovce Jostedalsbreen v Briksdalen (údolí Briks), který se nachází na konci údolí Oldedalen, asi 25 km jižně od vesnice Olden. Nachází se v národním parku Jostedalsbreen. Briksdalsbreen končil dříve v malém ledovcovém jezeře Briksdalsbrevatnet, které leží v nadmořské výšce 346 m. Má rozlohu asi 10,4 km2, většina ledovce (88 %) leží na ledovcovém platu v nadmořské výšce asi 1500 m a na dvou kilometrech klesá do nadmořské výšky 350 m.
Velikost ledovce Briksdalsbreen závisí nejen na teplotě, ale je také silně ovlivněna srážkami. Měření od roku 1900 ukazují malé změny v prvních desetiletích, s pokrokem na čele ledovce v letech 1910 a 1929. V letech 1934 až 1951 ledovec ustoupil o 800 m, a odhalil tak ledovcové jezero. V letech 1967 až 1997 se ledovec rozšířil o 465 m a zakrýval celé jezero, s čelem ledovce končícím u výtoku z jezera. Ledovec přitahoval mezinárodní pozornost v 90. letech, protože rostl v době, kdy ostatní evropské ledovce ustupovaly.
Po roce 2000 ledovec opět ustoupil. V roce 2004 ustoupil o 230 m od výtoku z jezera a v roce 2007 bylo čelo ledovce na suché zemi za jezerem. V tomto ohledu se jeho poloha přiblížila situaci v 60. letech. Glaciologové však spekulují, že velikost ledovce byla nejmenší od 13. století.
V roce 2008 čelo ledovce ustoupilo jen o 12 m za 1 rok. Pomalejší tání je vysvětleno tím, že je ledovec úplně na souši. V zimě 2007–2008 došlo k nárůstu ledovcové hmoty, která měla kolem roku 2010 posunout čelo ledovce dopředu. To se potvrdilo na podzim roku 2010, kdy měření ukázala, že ledovec postoupil o 8 m za poslední rok. To však bylo jen ve srovnání s měřeními z roku 2009, kdy byl ledovec nejvíce ustupující od zahájení měření v roce 1900.
Protože v zimě 2009–2010 bylo jen málo sněhu a letní teplota v roce 2010 byla o 2,5 až 3 °C nadprůměrná, profesor Atle Nesje předpověděl, že v roce 2013 dojde k dalšímu silnému ústupu. Jelikož je Briksdalsbreen v některých úsecích nyní velmi úzký, je možné, že se dočasně odpojí od většího Jostedalsbreen.

## Galérie

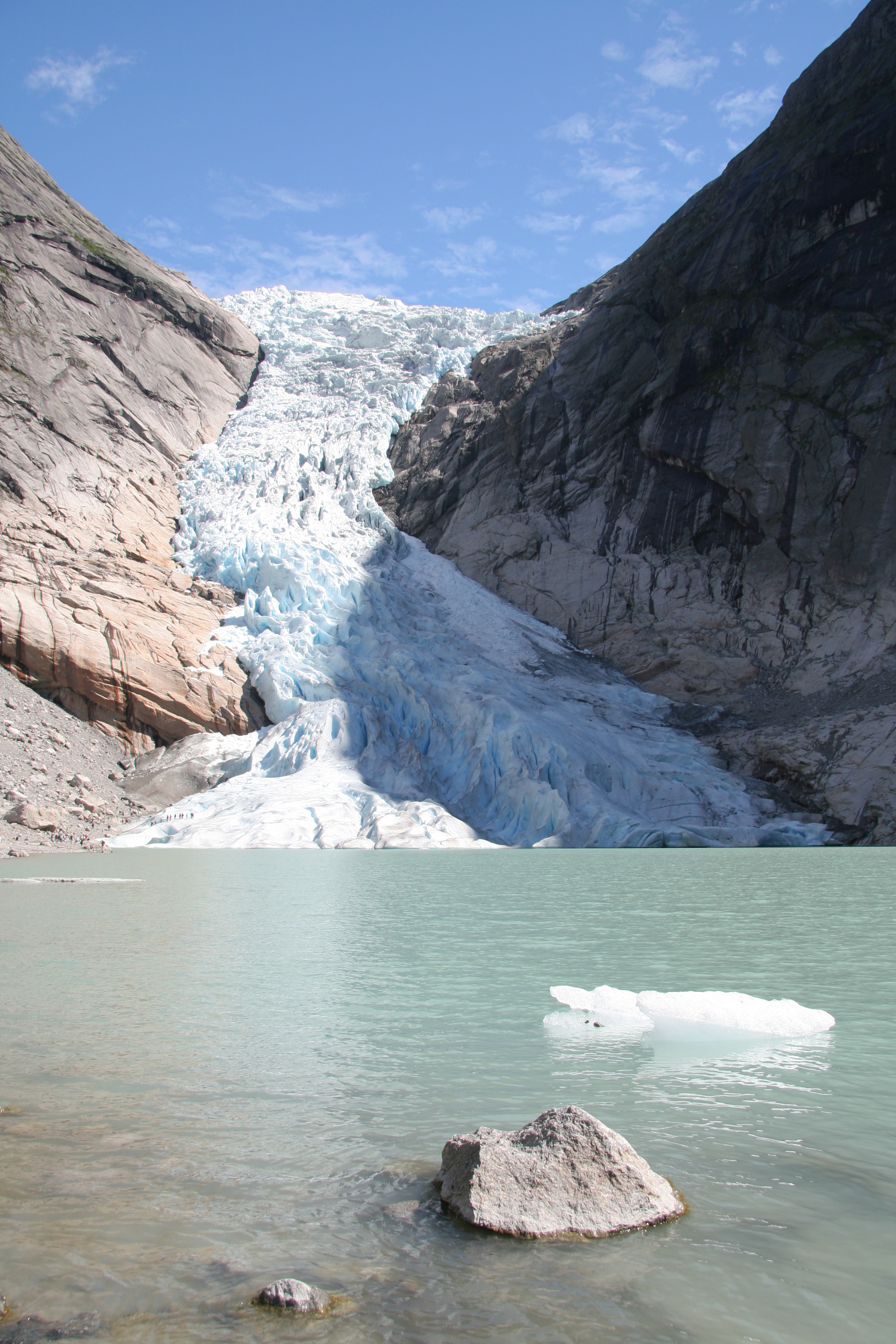
Ledovec při pohledu z jezera v červenci 2006
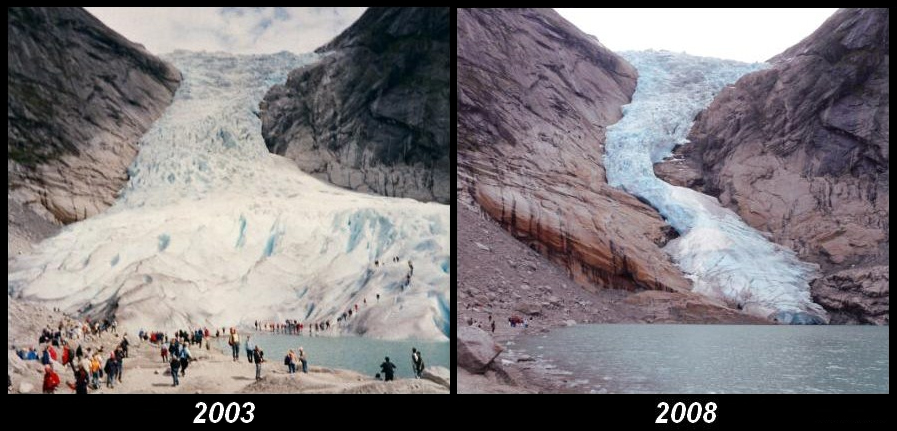
Srovnání Briksdalsbreen Norsko 2003 a 2008